# L'Amour à l'américaine
Pour plus de détails, voir Fiche technique et Distribution.
L'Amour à l'américaine est un film français réalisé par Claude Heymann, sorti en 1931.

## Synopsis
Maud Jennings, une jeune Américaine qui voyage en France, a un coup de cœur pour Gilbert Latour qu'elle essaie à tout prix de séduire. Mais Gilbert Latour est marié et amoureux de sa femme...

## Fiche technique
- Réalisation : Claude Heymann
- Supervision de la réalisation : Paul Féjos
- Assistants réalisateurs : Pierre Schwab et Yves Allégret
- Scénario : Marc Allégret d'après la pièce d'André Mouézy-Éon et Robert Spitzer
- Photographie : Roger Hubert et Theodor Sparkuhl
- Montage : Denise Batcheff
- Musique : Russ Goudey, Paul Misraki et Ray Ventura
- Son : Marcel Courmes
- Société de production et de distribution : Les Établissements Braunberger-Richebé
- Format : Noir et blanc — 35 mm — 1,20:1 — Son : Mono (Western Electric)
- Genre : Comédie
- Durée : 96 minutes (1 h 36)
- Date de sortie : 
  - France : 24 décembre 1931

## Distribution
- Andrée Spinelly : Maud Jennings
- André Luguet : Gilbert Latour
- Suzet Maïs : Geneviève Latour
- Pauline Carton : Pauline
- Julien Carette : Lepape
- Andrée Champeaux : Hélène, la bonne
- Véra Flory : la femme de chambre
- Isabelle Kloucowski : Ursule Lepape
- Raymond Rognoni : le beau-père
- Fred Ragson : la chanteuse
- Romain Bouquet : Me Groussard, l'avocat
- Roger Blin : l'officier de Marine
- Pierre Darteuil : un monsieur
- Anthony Gildès : le client au parapluie
- Lucas Gridoux : le fakir Habib Khan
- Pierre Pradier : l'entrepreneur des pompes funèbres
- Émile Saint-Ober : l'employé des pompes funèbres
- René Génin : un maître d'hôtel dans le rêve
- Pierre Larquey : un maître d'hôtel dans le rêve
- Pierre Piérade : un convive
- Robert Seller : un convive
- Micheline Bernard
- Rachel Launay
- Colette Borelli